# A Nagy Könyv

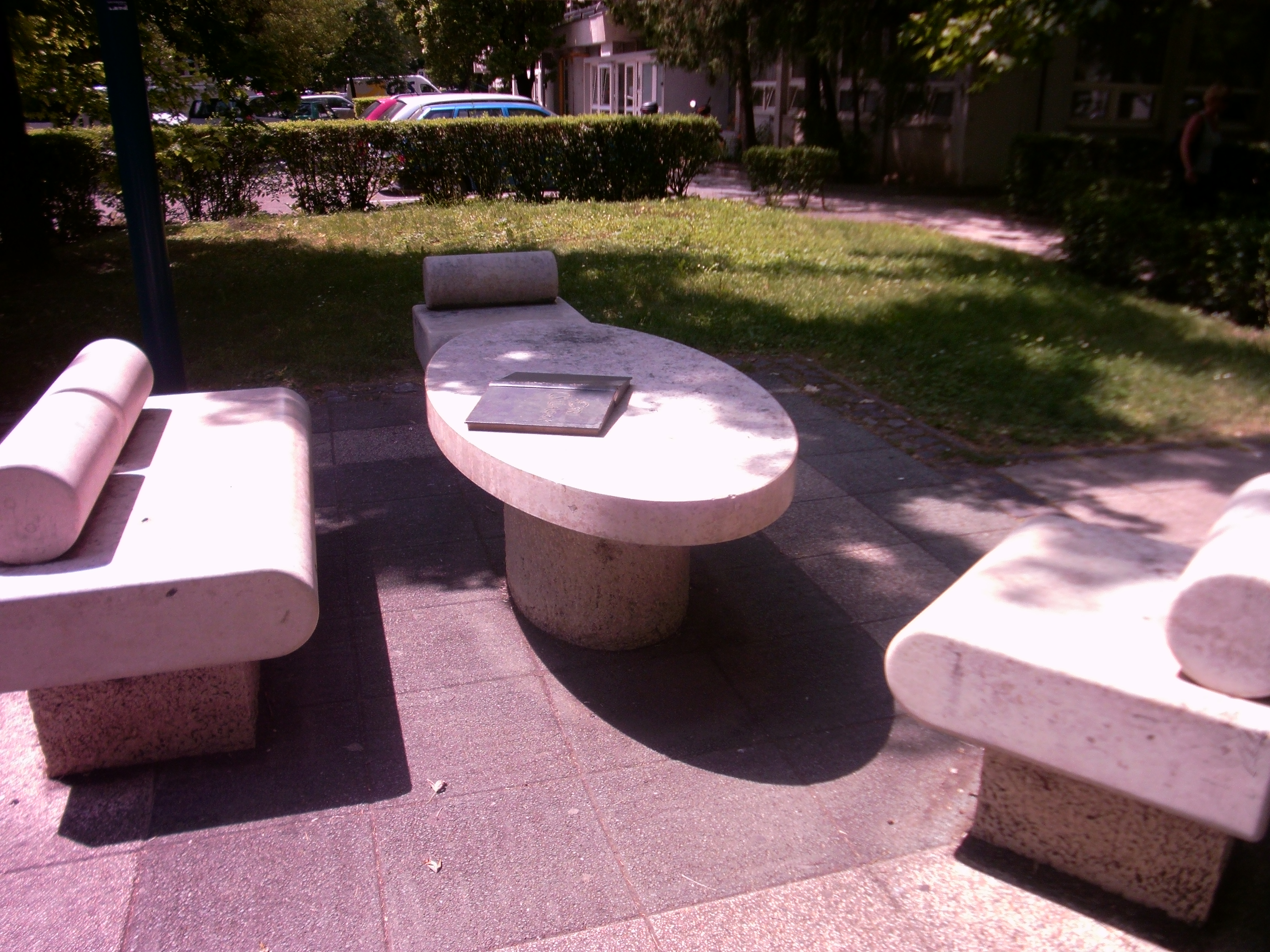
Popovits Zoltán: A Nagy Könyv

A Nagy Könyv egy országos felmérés és programsorozat volt Magyarországon 2005-ben, melynek célja az országosan legnépszerűbb regény megválasztása, valamint az olvasás népszerűsítése volt. Az Egyesült Királyságban 2003-ban szervezett The Big Read c. rendezvényen alapul, és Németországban is sor került rá 2004-ben (itt előre kiválasztották azt a kétszáz művet, amelyekre szavazni lehetett).
A szavazás a száz legnépszerűbb könyvre 2005 február végén kezdődött: bárki bármilyen, magyarul kiadott regényt beküldhetett. 1400 könyvtár, 500 könyvesbolt és 1300 iskola vett részt a versenyben különféle programokkal. Ez a forduló április 22-én ért véget, amikor a szavazatok alapján kiválasztották a legnépszerűbb 75 külföldi és 75 magyar regényt, az április 23-i esti adás végére pedig 50–50-et. Magyarországon ebben a körben összesen 400 000 szavazat érkezett, ami arányaiban jóval túlszárnyalta a nagyjából hatszoros népességű Egyesült Királyság 750 000 szavazatát és a körülbelül nyolcszoros népességű Németország 250 000 szavazatát.
Június 11-én a Magyar Televízióban egy ismert személyiségek által vezetett műsorban kiválasztották a tizenkét kedvenc regényt, a következő hónapokban pedig rövidfilmet készítettek az egyes regényekből, és bemutatták őket a televízióban – ezek páronként versenyeztek egymással. 2005. december 15-én szavazta meg a közönség egy hasonló műsor keretében, SMS-ek és telefonhívások útján az első három alkotást. A győztes regénynek, amely megkapta a „Magyarország legkedveltebb regénye 2005” címet, az Egri csillagok bizonyult, amely már a rövidfilmek bemutatása előtt is az első helyen szerepelt. A második és harmadik helyet A Pál utcai fiúk és az Abigél nyerte el. Kitűzték célul a Nagy Könyv program folytatását, de a korábbiaktól eltérő formában, ez azonban nem talált nagyobb visszhangra.

## A lista

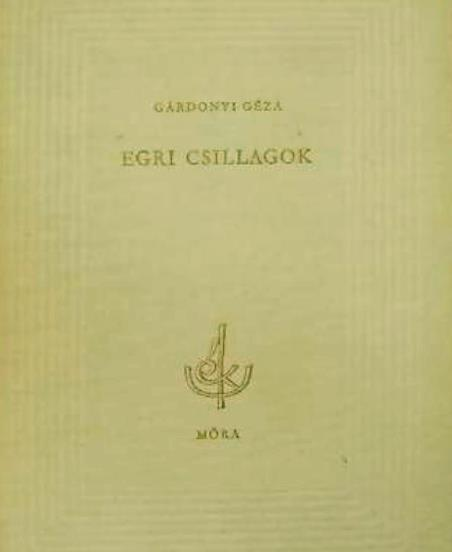
Az Egri csillagok 1966-os kiadásának borítója, Móra Könyvkiadó

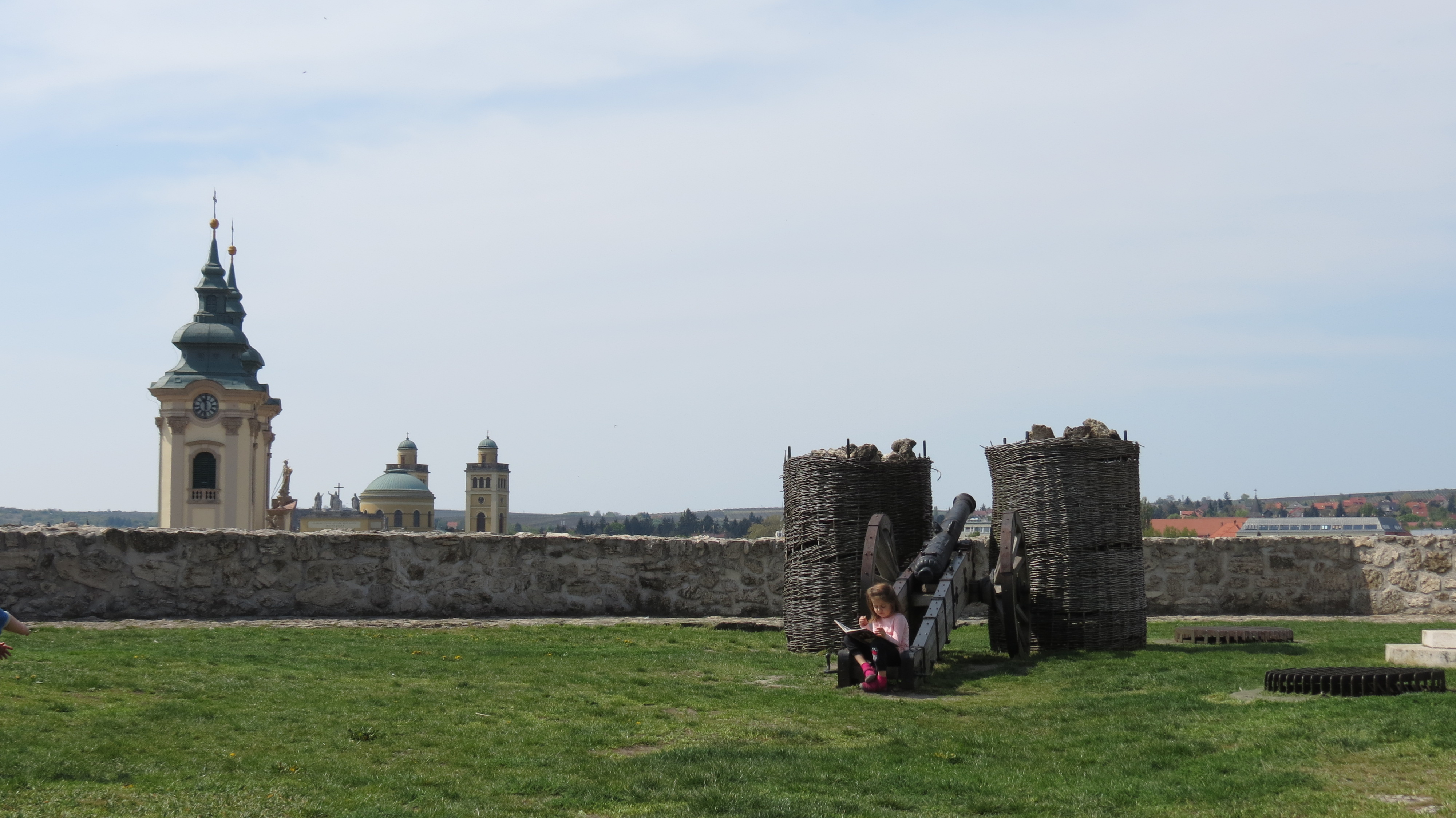
Az Egri csillagokat olvasó kislány az egri vár bástyáján

| Hely  | Cím                                | Szerző                             | Magyar mű/ világirodalmi mű |
| ----- | ---------------------------------- | ---------------------------------- | --------------------------- |
| 001.  | Egri csillagok                     | Gárdonyi Géza                      | M                           |
| 002.  | A Pál utcai fiúk                   | Molnár Ferenc                      | M                           |
| 003.  | Abigél                             | Szabó Magda                        | M                           |
| 004.  | 1984                               | Orwell, George                     | V                           |
| 005.  | Az arany ember                     | Jókai Mór                          | M                           |
| 006.  | Micimackó                          | Milne, Alan Alexander              | V                           |
| 007.  | A kis herceg                       | Saint-Exupéry, Antoine de          | V                           |
| 008.  | A Gyűrűk Ura I–III.                | Tolkien, J. R. R.                  | V                           |
| 009.  | Harry Potter és a bölcsek köve     | Rowling, J. K.                     | V                           |
| 010.  | A Mester és Margarita              | Bulgakov, Mihail                   | V                           |
| 011.  | Tüskevár                           | Fekete István                      | M                           |
| 012.  | Száz év magány                     | García Márquez, Gabriel            | V                           |
| 013.  | Ábel a rengetegben                 | Tamási Áron                        | M                           |
| 014.  | A kőszívű ember fiai               | Jókai Mór                          | M                           |
| 015.  | Indul a bakterház                  | Rideg Sándor                       | M                           |
| 016.  | Harry Potter és az azkabani fogoly | Rowling, J. K                      | V                           |
| 017.  | Harry Potter és a Titkok Kamrája   | Rowling, J. K                      | V                           |
| 018.  | Légy jó mindhalálig                | Móricz Zsigmond                    | M                           |
| 019.  | Vuk                                | Fekete István                      | M                           |
| 020.  | Az öreg halász és a tenger         | Hemingway, Ernest                  | V                           |
| 021.  | A két Lotti                        | Kästner, Erich                     | V                           |
| 022.  | Elfújta a szél                     | Mitchell, Margaret                 | V                           |
| 023.  | A nyomorultak                      | Hugo, Victor                       | V                           |
| 024.  | Monte Cristo grófja                | Dumas, Alexandre                   | V                           |
| 025.  | A funtineli boszorkány             | Wass Albert                        | M                           |
| 026.  | Harry Potter és a Főnix Rendje     | Rowling, J. K                      | V                           |
| 027.  | Sorstalanság                       | Kertész Imre                       | M                           |
| 028.  | A három testőr                     | Dumas, Alexandre                   | V                           |
| 029.  | Kincskereső kisködmön              | Móra Ferenc                        | M                           |
| 030.  | Quo vadis                          | Sienkiewicz, Henryk                | V                           |
| 031.  | Adjátok vissza a hegyeimet!        | Wass Albert                        | M                           |
| 032.  | A gyertyák csonkig égnek           | Márai Sándor                       | M                           |
| 033.  | Árvácska                           | Móricz Zsigmond                    | M                           |
| 034.  | Bűn és bűnhődés                    | Dosztojevszkij, Fjodor Mihajlovics | V                           |
| 035.  | Szent Péter esernyője              | Mikszáth Kálmán                    | M                           |
| 036.  | Jane Eyre                          | Brontë, Charlotte                  | V                           |
| 037.  | Piszkos Fred, a kapitány           | Rejtő Jenő                         | M                           |
| 038.  | A láthatatlan ember                | Gárdonyi Géza                      | M                           |
| 039.  | Üvöltő szelek                      | Brontë, Emily                      | V                           |
| 040.  | A nap szerelmese                   | Dallos Sándor                      | M                           |
| 041.  | Vörös és fekete                    | Stendhal                           | V                           |
| 042.  | Zabhegyező                         | Salinger, Jerome David             | V                           |
| 043.  | Édes Anna                          | Kosztolányi Dezső                  | M                           |
| 044.  | A 22-es csapdája                   | Heller, Joseph                     | V                           |
| 045.  | Bogáncs                            | Fekete István                      | M                           |
| 046.  | A Legyek Ura                       | Golding, William                   | V                           |
| 047.  | A tizennégy karátos autó           | Rejtő Jenő                         | M                           |
| 048.  | Aranyecset                         | Dallos Sándor                      | M                           |
| 049.  | Lassie hazatér                     | Knight, Eric                       | V                           |
| 050.  | Winnetou                           | May, Karl                          | V                           |
| 051.  | Téli berek                         | Fekete István                      | M                           |
| 052.  | Háború és béke                     | Tolsztoj, Lev Nyikolajevics        | V                           |
| 053.  | Akiért a harang szól               | Hemingway, Ernest                  | V                           |
| 054.  | Büszkeség és balítélet             | Austen, Jane                       | V                           |
| 055.  | Aranykoporsó                       | Móra Ferenc                        | M                           |
| 056.  | A fekete város                     | Mikszáth Kálmán                    | M                           |
| 057.  | A neveletlen hercegnő naplója      | Cabot, Meg                         | V                           |
| 058.  | Tóték                              | Örkény István                      | M                           |
| 059.  | Virágot Algernonnak                | Keyes, Daniel                      | V                           |
| 060.  | Állítsátok meg Terézanyut!         | Rácz Zsuzsa                        | M                           |
| 061.  | A rózsa neve                       | Eco, Umberto                       | V                           |
| 062.  | Robinson Crusoe                    | Defoe, Daniel                      | V                           |
| 063.  | Mesterségem a halál                | Merle, Robert                      | V                           |
| 064.  | A Da Vinci-kód                     | Brown, Dan                         | V                           |
| 065.  | Édentől keletre                    | Steinbeck, John                    | V                           |
| 066.  | Švejk                              | Hašek, Jaroslav                    | V                           |
| 067.  | Oroszlánkölykök                    | Shaw, Irwin                        | V                           |
| 068.  | Kard és kasza                      | Wass Albert                        | M                           |
| 069.  | A katedrális                       | Follett, Ken                       | V                           |
| 070.  | A Diadalív árnyékában              | Remarque, Erich Maria              | V                           |
| 071.  | Iskola a határon                   | Ottlik Géza                        | M                           |
| 072.  | Egy magyar nábob                   | Jókai Mór                          | M                           |
| 073.  | Légy hű magadhoz                   | Knight, Eric                       | V                           |
| 074.  | Iszony                             | Németh László                      | M                           |
| 075.  | Búcsú a fegyverektől               | Hemingway, Ernest                  | V                           |
| 076.  | Anna Karenina                      | Tolsztoj, Lev Nyikolajevics        | V                           |
| 077.  | Utazás a koponyám körül            | Karinthy Frigyes                   | M                           |
| 078.  | Galaxis útikalauz stopposoknak     | Adams, Douglas                     | V                           |
| 079.  | Szerelem a kolera idején           | García Márquez, Gabriel            | V                           |
| 080.  | Apák könyve                        | Vámos Miklós                       | M                           |
| 081.  | A Pendragon legenda                | Szerb Antal                        | M                           |
| 082.  | Bezzeg az én időmben               | Fehér Klára                        | M                           |
| 083.  | Gergő és az álomfogók              | Böszörményi Gyula                  | M                           |
| 084.  | Malevil                            | Merle, Robert                      | V                           |
| 085.  | Az alkimista                       | Coelho, Paulo                      | V                           |
| 086.  | Für Elisé                          | Szabó Magda                        | M                           |
| 087.  | Utas és holdvilág                  | Szerb Antal                        | M                           |
| 088.  | Jadviga párnája                    | Závada Pál                         | M                           |
| 089.  | Ida regénye                        | Gárdonyi Géza                      | M                           |
| 090.  | A varázshegy                       | Mann, Thomas                       | V                           |
| 091.  | Régimódi történet                  | Szabó Magda                        | M                           |
| 092.  | A lét elviselhetetlen könnyűsége   | Kundera, Milan                     | V                           |
| 093.  | Az ajtó                            | Szabó Magda                        | M                           |
| 094.  | Egy polgár vallomásai              | Márai Sándor                       | M                           |
| 095.  | A vörös oroszlán                   | Szepes Mária                       | M                           |
| 096.  | József és testvérei                | Mann, Thomas                       | V                           |
| 097.  | Ne féljetek                        | Jókai Anna                         | M                           |
| 098.  | Pokolbéli víg napjaim              | Faludy György                      | M                           |
| 099.  | PetePite                           | Nógrádi Gábor                      | M                           |
| 0100. | Harmonia caelestis                 | Esterházy Péter                    | M                           |

### A legnépszerűbb magyar regények listája
Az alábbi lista csak a legnépszerűbb magyar regényeket tartalmazza A Nagy Könyv című országos közönségszavazása szerint.
Az első öt népszerűség szerint:
1. Gárdonyi Géza: Egri csillagok
2. Molnár Ferenc: A Pál utcai fiúk
3. Szabó Magda: Abigél
4. Jókai Mór: Az arany ember
5. Fekete István: Tüskevár

A magyar irodalom további 70 legnépszerűbb regénye, a szerzők ábécérendjében A Nagy Könyv közönségszavazása szerint.
- Babits Mihály: A gólyakalifa
- Böszörményi Gyula: Gergő és az álomfogók
- Dallos Sándor: Aranyecset, A nap szerelmese
- Esterházy Péter: Harmonia cælestis
- Faludy György: Pokolbéli víg napjaim
- Fehér Klára: Bezzeg az én időmben
- Fekete István: Bogáncs, Téli berek, Vuk
- Füst Milán: A feleségem története
- G. Hajnóczy Rózsa: A bengáli tűz
- Galgóczi Erzsébet: Vidravas
- Gárdonyi Géza: Ida regénye, Isten rabjai, A láthatatlan ember
- Hamvas Béla: Karnevál
- Jókai Anna: Ne féljetek
- Jókai Mór: A kőszívű ember fiai, Egy magyar nábob, Fekete gyémántok
- Kálnay Adél: Titkok egy régi kertben
- Karinthy Frigyes: Utazás a koponyám körül
- Kertész Imre: Sorstalanság
- Kosztolányi Dezső: Édes Anna, Pacsirta
- Lázár Ervin: A Négyszögletű Kerek Erdő
- Lőrincz L. László: A kicsik
- Márai Sándor: Egy polgár vallomásai, A gyertyák csonkig égnek
- Mikszáth Kálmán: Beszterce ostroma, A fekete város, Különös házasság, Szent Péter esernyője
- Móra Ferenc: Aranykoporsó, Kincskereső kisködmön
- Móricz Zsigmond: Árvácska, Erdély, Légy jó mindhalálig, Rokonok
- Nádas Péter: Emlékiratok könyve
- Németh László: Égető Eszter, Iszony
- Nógrádi Gábor: Pete Pite
- Ottlik Géza: Iskola a határon
- Örkény István: Tóték
- Passuth László: Esőisten siratja Mexikót
- Rácz Zsuzsa: Állítsátok meg Terézanyut!
- Rejtő Jenő: A három testőr Afrikában, A tizennégy karátos autó, Csontbrigád, Piszkos Fred, a kapitány
- Rideg Sándor: Indul a bakterház
- Sánta Ferenc: Az ötödik pecsét
- Szabó Magda: Az ajtó, Für Elise, Régimódi történet
- Szepes Mária: A vörös oroszlán
- Szerb Antal: A Pendragon legenda, Utas és holdvilág
- Szilvási Lajos: Egymás szemében
- Tamási Áron: Ábel a rengetegben
- Vámos Miklós: Anya csak egy van, Apák könyve
- Vavyan Fable: Mesemaraton
- Wass Albert: Adjátok vissza a hegyeimet!, A funtineli boszorkány, Elvész a nyom, Kard és kasza
- Závada Pál: Jadviga párnája

### A legnépszerűbb külföldi regények listája
Az alábbi lista a Magyarországon legnépszerűbb külföldi regényeket tartalmazza A Nagy Könyv című országos közönségszavazása szerint. 
Az első öt népszerűség szerint:
1. George Orwell: 1984
2. Alan Alexander Milne: Micimackó
3. Antoine de Saint-Exupéry: A kis herceg
4. J. R. R. Tolkien: A Gyűrűk Ura
5. Joanne Kathleen Rowling: Harry Potter és a bölcsek köve

A világirodalom további 70 legnépszerűbb regénye a szerzők ábécérendjében, A Nagy Könyv közönségszavazása szerint.
- Douglas Adams: Galaxis útikalauz stopposoknak
- Isaac Asimov: Alapítvány és Birodalom
- Jane Austen: Büszkeség és balítélet
- Honoré de Balzac: Goriot apó
- Charlotte Brontë: Jane Eyre
- Emily Brontë: Üvöltő szelek
- Dan Brown: A Da Vinci-kód
- Mihail Afanaszjevics Bulgakov: A Mester és Margarita
- Meg Cabot: A neveletlen hercegnő naplója
- Henri Charrière: Pillangó
- Agatha Christie: Tíz kicsi néger
- Paulo Coelho: Az alkimista
- A. J. Cronin: Réztábla a kapu alatt
- Daniel Defoe: Robinson Crusoe
- Fjodor Mihajlovics Dosztojevszkij: Bűn és bűnhődés, A Karamazov testvérek
- Maurice Druon: Az elátkozott királyok
- Alexandre Dumas: A három testőr, Monte Cristo grófja
- Gerald Durrell: Családom és egyéb állatfajták
- Umberto Eco: A rózsa neve
- Michael Ende: A Végtelen Történet
- Ken Follett: A katedrális
- Gabriel García Márquez: Száz év magány, Szerelem a kolera idején
- William Golding: A Legyek Ura
- Jaroslav Hašek: Švejk
- Joseph Heller: A 22-es csapdája
- Ernest Hemingway: Akiért a harang szól, Búcsú a fegyverektől, Az öreg halász és a tenger
- Victor Hugo: A nyomorultak
- James Jones: Most és mindörökké
- Erich Kästner: Emil és a detektívek, A két Lotti
- Ken Kesey: Száll a kakukk fészkére
- Daniel Keyes: Virágot Algernonnak
- Stephen King: A ragyogás
- Rudyard Kipling: A dzsungel könyve
- Eric Knight: Lassie hazatér, Légy hű magadhoz
- Milan Kundera: A lét elviselhetetlen könnyűsége
- Jack London: A vadon szava
- Thomas Mann: József és testvérei, A varázshegy
- Karl May: Winnetou
- Robert Merle: Malevil, Mesterségem a halál, A sziget, Védett férfiak
- Margaret Mitchell: Elfújta a szél
- George Orwell: Állatfarm
- Erich Maria Remarque: A Diadalív árnyékában
- Joanne Kathleen Rowling: Harry Potter és a Főnix Rendje, Harry Potter és a Titkok Kamrája, Harry Potter és az azkabani fogoly
- Jerome David Salinger: Zabhegyező
- Felix Salten: Bambi
- Irwin Shaw: Oroszlánkölykök
- Henryk Sienkiewicz: Quo vadis
- Mihail Alekszandrovics Solohov: Csendes Don
- John Steinbeck: Édentől keletre
- Stendhal: Vörös és fekete
- Lev Nyikolajevics Tolsztoj: Anna Karenina, Háború és béke
- Mark Twain: Koldus és királyfi, Tom Sawyer kalandjai
- Leon Uris: Exodus
- Jules Verne: Nemo kapitány
- Mika Waltari: Szinuhe

### A filmvetítés előtti legnépszerűbb tizenkét regény
A fekete, piros és zöld számok a népszerűség változását jelzik a rövidfilmek hatására.
1. Egri csillagok (Gárdonyi Géza) 0
2. A Pál utcai fiúk (Molnár Ferenc) 0
3. A Gyűrűk Ura I–III. (J. R. R. Tolkien) −5
4. Micimackó (Alan Alexander Milne) −2
5. A kis herceg (Antoine de Saint-Exupéry) −2
6. Abigél (Szabó Magda) +3
7. Harry Potter és a bölcsek köve (J. K. Rowling) −2
8. Tüskevár (Fekete István) −3
9. 1984 (George Orwell) +5
10. A Mester és Margarita (Mihail Bulgakov) 0
11. Az arany ember (Jókai Mór) +6
12. Száz év magány (Gabriel García Márquez) 0

### Szerzők a 150 közé bejutott regényeik száma alapján
A szerzők neve után zárójelben annak a száma szerepel, ahány regényük az első 100 közé is bekerült.
|              | Magyar szerzők | Külföldi szerzők |
| ------------ | --- | --- |
| Négy regény  | Fekete István (4), Gárdonyi Géza (3), Jókai Mór (3), Mikszáth Kálmán (2), Móricz Zsigmond (2), Rejtő Jenő (2), Szabó Magda (4), Wass Albert (3) | Robert Merle (2), J. K. Rowling (4) |
| Három regény | × | Ernest Hemingway (3) |
| Két regény   | Dallos Sándor (2), Kosztolányi Dezső (1), Márai Sándor (2), Móra Ferenc (2), Németh László (2), Szerb Antal (2), Vámos Miklós (1)               | Alexandre Dumas (2), Eric Knight (2), Erich Kästner (1), Thomas Mann (2), Gabriel García Márquez (2), George Orwell (1), John Steinbeck (1), Lev Tolsztoj (2) |

## Hasonló listák

### A Magyar Elektronikus Könyvtár sikerlistája
A Magyar Elektronikus Könyvtár sikerlistája alapján az alábbi szépirodalmi művek a legolvasottabbak.
- Arany János: Toldi
- Benedek Elek: Magyar népmesék, Többsincs királyfi
- Csáth Géza: Egy elmebeteg nő naplója
- Fazekas Anna: Öreg néne őzikéje
- Fazekas Mihály: Lúdas Matyi
- Jókai Mór: Szegény gazdagok
- Karinthy Frigyes: Így írtok ti, Tanár úr kérem
- Kármán József: Fanni hagyományai
- Katona József: Bánk bán
- Krúdy Gyula: Álmoskönyv
- Lőrincz L. László: Dzsingisz kán
- Lukács Béla: Utazások térben, időben és téridőben
- Madách Imre: Az ember tragédiája
- Örkény István: Egyperces novellák
- Pável István: Szex, szerelem és egyéb csacskaságok
- Petőfi Sándor: János vitéz, Az apostol
- Rejtő Jenő: Az elveszett cirkáló, Piszkos Fred közbelép, Vesztegzár a Grand Hotelben
- Tersánszky Józsi Jenő: Misi Mókus kalandjai
- Vörösmarty Mihály: Csongor és Tünde

### Egyesült Királyság
Big Read, 2003. Összesen 750 000 ember választott, csak regények voltak választhatók. 
1. J. R. R. Tolkien: A Gyűrűk Ura
2. Jane Austen: Büszkeség és balítélet
3. Philip Pullman: Az Úr sötét anyagai[3]
4. Douglas Adams: Galaxis útikalauz stopposoknak
5. J. K. Rowling: Harry Potter és a Tűz Serlege[4]
6. Harper Lee: Ne bántsátok a feketerigót!
7. A. A. Milne: Micimackó
8. George Orwell: 1984
9. C. S. Lewis: Az oroszlán, a boszorkány és a ruhásszekrény
10. Charlotte Brontë: Jane Eyre

### Németország
Unsere Besten - Das große Lesen, 2004. Összesen 250 000 ember választott, egy 200 könyvet tartalmazó sikerlistából lehetett választani. 
1. J. R. R. Tolkien: A Gyűrűk Ura
2. Biblia
3. Ken Follett: A katedrális
4. Patrick Süskind: A parfüm (Egy gyilkos története)
5. Antoine de Saint-Exupéry: A kis herceg
6. Thomas Mann: A Buddenbrook ház
7. Noah Gordon: Az orvosdoktor
8. Paulo Coelho: Az alkimista
9. J. K. Rowling: Harry Potter és a bölcsek köve
10. Donna Cross: Johanna nőpápa

  …

   32.  Márai Sándor: A gyertyák csonkig égnek (Die Glut)

### Csehország
Moje kniha, 2004. Összesen 93 000-en szavaztak; bármely könyv választható volt. 
1. J. K. Rowling: Harry Potter és a bölcsek köve
2. J. R. R. Tolkien: A Gyűrűk Ura
3. Biblia
4. Zdeněk Jirotka: Saturnin (magyar fordítása nincs)
5. Božena Němcová: Nagyanyó ISBN 9630746611
6. Mika Waltari: Szinuhe
7. Antoine de Saint-Exupéry: A kis herceg
8. Betty MacDonald: Co život dal a vzal (regénytrilógia: Anybody Can Do Anything; The Plague and I; Onions in the Stew, magyar fordításuk nincs)
9. Betty MacDonald: Vejce a já, eredetileg: The Egg and I, azaz ’A tojás és én’ (magyar fordítása nincs)
10. Astrid Lindgren: Děti z Bullerbynu, eredetileg: Barnen i Bullerbyn, első része: Alla vi barn in Bullerby, azaz: ’Mi, gyerekek, Bullerbyből’ (magyar fordítása nincs)

### Az Index cikkei időrendben
- Valóságshow-t indít az MTV (2004. december 2.)
- Minden idők legjobb regényét keresi az MTV (2005. március 2.)
- Dostoevskij és Puškin a Nagy Könyvben (2005. március 9.)
- A Nagy Könyv megelőzte az angol anyaműsort (2005. április 21.)
- Egy napig még bejuttathatjuk kedvenc regényünket (2005. április 22.)
- Egyelőre az Egri csillagok a legnépszerűbb könyv (2005. április 24.)
- A Kis Könyv (publicisztika, 2005. május 20.)
- Az Egri csillagok tuti befutó (2005. május 25.)
- Megszületett A Nagy Könyv top12-es listája[halott link] (2005. június 12.)
- Nagy Könyv-bukta 450 millióval (2005. június 23.)
- Elkönyvelt milliók (publicisztika, 2005. szeptember 23.)
- Feljelentették a Nagy Könyvet (2005. szeptember 27.)
- A nagy könyv: kezdődik az elődöntő[halott link] (2005. október 1.)
- Nem indítanak eljárást az MTV ellen (2005. október 6.)
- Olvasol? Buzi-e vagy? – Nagy Könyv, m1 (publicisztika, 2005. október 20.)
- Három magyar, három külföldi mű került A nagy könyv középdöntőjébe[halott link] (2005. november 18.)
- A fiatalok fele hallott a Nagy Könyvről[halott link] (2005. december 15.)
- Ma este véget ér a Nagy Könyv (2005. december 15.)
- Az Egri csillagok a kedvenc (2005. december 15.)
- Kérünk üdvrivalgást – A Nagy Könyv-döntő, MTV (publicisztika, 2005. december 16.)
- Alig nézte valaki a Nagy Könyvet (2005. december 19.)
- A neten folytatódik a Nagy Könyv (2006. január 2.)

### Kapcsolódó későbbi események
- Keresik 2010 legnépszerűbb könyveit (MTI/Nyest.hu, 2011. március 16.)
- Majdnem minden könyvet, amiről az emberek azt mondják, hatott rájuk, gyerekeknek írták – a 20 legnépszerűbb könyv 130 ezer facebookos válasz alapján; a további könyvek listája 100-ig